# Riatina nangkita
Riatina nangkita är en insektsart som beskrevs av Otte, D. och R.D. Alexander 1983. Riatina nangkita ingår i släktet Riatina och familjen syrsor. Inga underarter finns listade i Catalogue of Life.